# Fanone

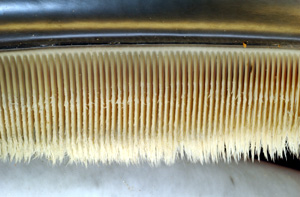
Foto di fanoni

I fanoni (dal francese fanon a sua volta dal latino volgare fano, acc. fanonem "banda, fascia") sono delle lamine presenti nella bocca di alcune specie di balena al posto dei denti, sono usati come filtro per espellere l'acqua dalla bocca trattenendo i piccoli animali di cui si nutrono.

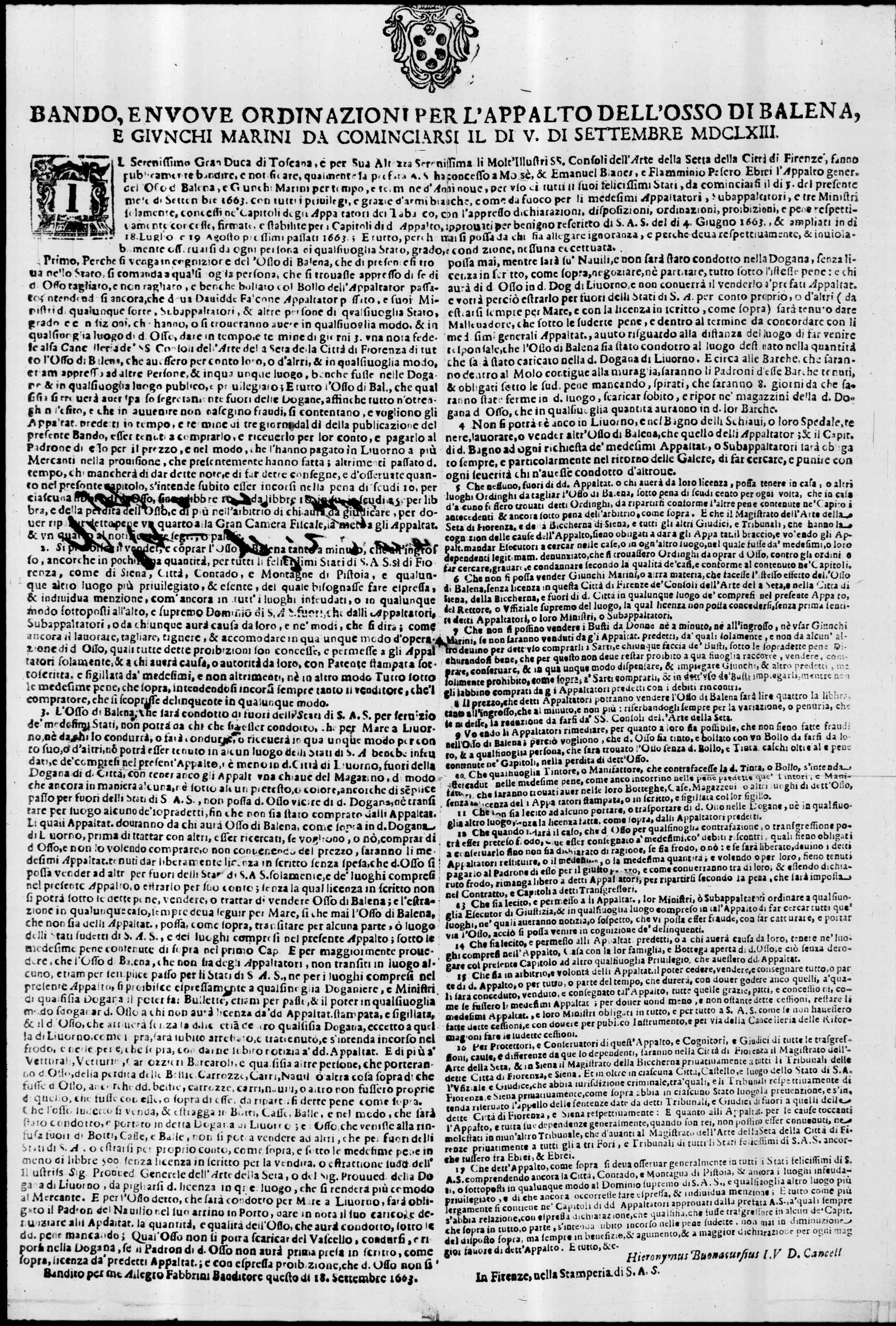
Bando e nuove ordinazioni per l'appalto dell'osso di balena, e giunchi marini, Firenze 1663

Ogni fanone è composto da una sostanza fatta di cheratina che gli conferisce una certa elasticità. I fanoni sono derivati da una modifica dell'epidermide, contengono anche piccole percentuali di un minerale osseo: l'idrossiapatite, con tracce di manganese, rame, boro, ferro e calcio.
I fanoni sono organizzati su due file parallele simili a spessi denti di pettini per capelli; sono fissati alla mascella della balena.
A seconda della specie di balena, ogni fanone può essere lungo da 0,5 a 3,5 m. I fanoni sono più larghi vicino alle gengive.
I fanoni sono stati usati in passato dall'uomo tra l'altro per la costruzione di fruste per i carretti, aste per i parasoli e, col nome di stecche di balena, per irrigidire alcune parti dei vestiti femminili come i corsetti o anche i colletti maschili. Attualmente l'uso di questo materiale è stato sostituito dalla plastica.